# سيلفيا بينال
سيلفيا بينال هيدالغو (بالإسبانية: Silvia Pinal) (12 سبتمبر 1931 - 28 نوفمبر 2024) وهي ممثلة ومنتجة مكسيكية٬ شاركت في العديد من المسلسلات اللاتينية٬ ومن أشهرها مسلسل إمرأة من فولاذ.

## نشأتها
ولدت بتاريخ (12 سبتمبر 1931 في هيرويكا غوايماس بولاية سونورا في المكسيك).

## روابط خارجية
- سيلفيا بينال على موقع IMDb (الإنجليزية)
- سيلفيا بينال على موقع الموسوعة البريطانية (الإنجليزية)
- سيلفيا بينال على موقع ألو سيني (الفرنسية)
- سيلفيا بينال على موقع ميوزك برينز (الإنجليزية)
- سيلفيا بينال على موقع أول موفي (الإنجليزية)
- سيلفيا بينال على موقع قاعدة بيانات الأفلام السويدية (السويدية)
- سيلفيا بينال على موقع قاعدة بيانات الفيلم (الإنجليزية)
- سيلفيا بينال على موقع كينوبويسك (الروسية)